# 天正地震
天正地震（てんしょうじしん）は、安土桃山時代の天正13年11月29日（1586年1月18日）に日本の中部地方で発生した巨大地震である。
2日前の11月27日（1月16日）にも地震の記録があり、27日に越中・飛騨（現在の富山・岐阜）を震源とするM6.6-7.0の地震、29日に美濃・尾張・伊勢（現在の岐阜・愛知・三重）を震源とするM7.8-8.0の地震が別々に発生したとする説と、29日にM8.2の巨大地震が単一で発生したとする説がある。なお、11月30日（1月19日）に誘発地震と考えられる地震が発生した。
天正大地震（てんしょうおおじしん）、天正の大地震（てんしょうのおおじしん）とも呼ばれる。また、各地の被害から長浜大地震（ながはまおおじしん）、白山大地震（はくさんおおじしん）、木舟大地震（きふねおおじしん）、天酉地震（てんゆうじしん）とも呼ばれる。

## 概要

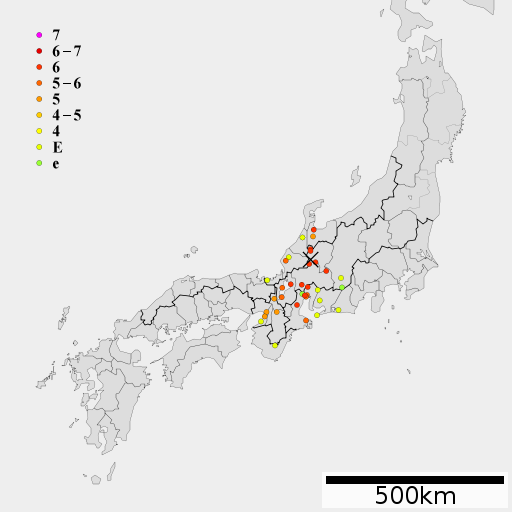
天正地震の震度分布

被害地域の記録が日本海の若狭湾から太平洋の三河湾に及ぶ、日本史上例のない大地震であるため、震源域もマグニチュードもはっきりした定説はなく、いくつかの調査が行われているが震央位置も判明していない。
同地震の規模を知ることが困難な背景としては、発生当時が戦国時代末期に当たり豊臣秀吉による東日本支配が完了していない時期であったため、統治機構の混乱から文献による歴史資料が残り難かったことが挙げられる。
地震の記録がある文献に『東寺執行日記』、『多聞院日記』などがあり、『梵舜日記』（別名『舜旧記』『舜舊記』）には約12日間にわたる余震が記録されている。
三河にいた松平家忠の日記（『家忠日記』）によると、地震は亥刻（22時頃）に発生し、翌日の丑刻（2時頃）にも大規模な余震が発生したとある。その後も余震は続き、翌月23日まで一日を除いて地震があったことが記載されている。

### 震源域
近畿から東海、北陸にかけての広い範囲、現在の福井県、石川県、愛知県、岐阜県、富山県、滋賀県、京都府、奈良県、三重県（越中、加賀、越前、飛騨、美濃、尾張、伊勢、近江、若狭、山城、大和）に相当する地域にまたがって甚大な被害を及ぼしたと伝えられる。また阿波でも地割れの被害が生じており、被害の範囲は1891年の濃尾地震（M8.0-8.4）をも上回る広大なものであった。そのことなどからこの地震は複数の断層がほぼ同時に動いたものと推定されている。しかし、ひとつの地震として複数の断層が連動して活動したのか、数分から数十時間をかけて活動したのかは議論が分かれている。

### 震源断層
震源断層は判明しておらず、以下の通り幾つかの説がある。岡田 (2011)によって、2010年以前の本地震に関する地震像研究がまとめられている。
1. 飛騨の庄川断層または阿寺断層[13]とする説
2. 養老断層[14]及び伊勢湾断層とする説
3. これらの断層が連動したとする説[15][3]
4. 養老-桑名-四日市断層帯などの三つの大断層が動いたとする説[16]

1998年に行われた地質調査では、岐阜県にある養老断層における2つの活動歴が確認され、最新の活動は15世紀以降であることから745年天平地震と共にこの断層が震源断層のひとつであった可能性が高くなったとされている。
松浦 (2011)は明確に被害が大きかったと推定されるのは、庄川沿いの谷筋（帰雲城）から越中西部（木船城）と、濃尾平野の南西部（長島城・大垣城）から琵琶湖北東岸（長浜城）と分かれているとして、1586年1月16日に庄川断層帯北部でM7.0±0.2の地震が、翌々日18日に養老断層とその周辺の断層帯の一部でM7.9±0.1の地震が発生したと考察しており、伊那谷における大規模斜面崩壊は養老断層による地震か、或いは本地震の半年前（1585年7月31日）に発生した地震によるものではと推考している。また、松浦 (2012)はフロイスの『日本史』における若狭の長浜における津波被害の記述については信憑性が低いとした。
寒川 (2011)は史料による被害地域と、トレンチ調査で同年代に最新活動が見られる断層として、本地震では庄川断層帯と阿寺断層帯の全体と、養老－桑名－四日市断層帯が活動したと考察した。
関西電力ほか (2012)は、フロイスの津波被害の記述は地すべりで琵琶湖に沈んだ長浜市の下坂浜千軒遺跡であることを示唆しており、本地震によって若狭湾沿岸で町が壊滅するほどの津波発生はなかったとしている。
松岡ほか (2015)は本地震による伊勢湾沿岸及びその周辺での津波発生を示す信憑性が高い史料はないとした。

### 地震の規模
文献による歴史記録や地殻変動の痕跡は年月の経過により失われ、地震像の詳細は不明である。規模は研究者により諸説あり、主な説は以下の通り。
- 河角廣(1951)：規模MK = 6. を与え[23]、マグニチュードは M - 7.9に換算されている。
- 宇佐美龍夫(1996,2003)：濃尾断層帯の武儀川断層から東北側を震源として、M - 7.8±0.1 程度[24]。
- 安達(1979)：M - 8.1
- 飯田汲事(1978,1987)：震度分布から M - 8.2[25]。法林寺断層で、11月27日に M - 6.6 と養老断層の延長部で木曽川河口付近において、11月29日に M - 8.1[3]。
- 村松郁栄(1998)：富山側で、11月27日に M - 6.6 と養老断層付近で M - 7.8[26]。

## 被害

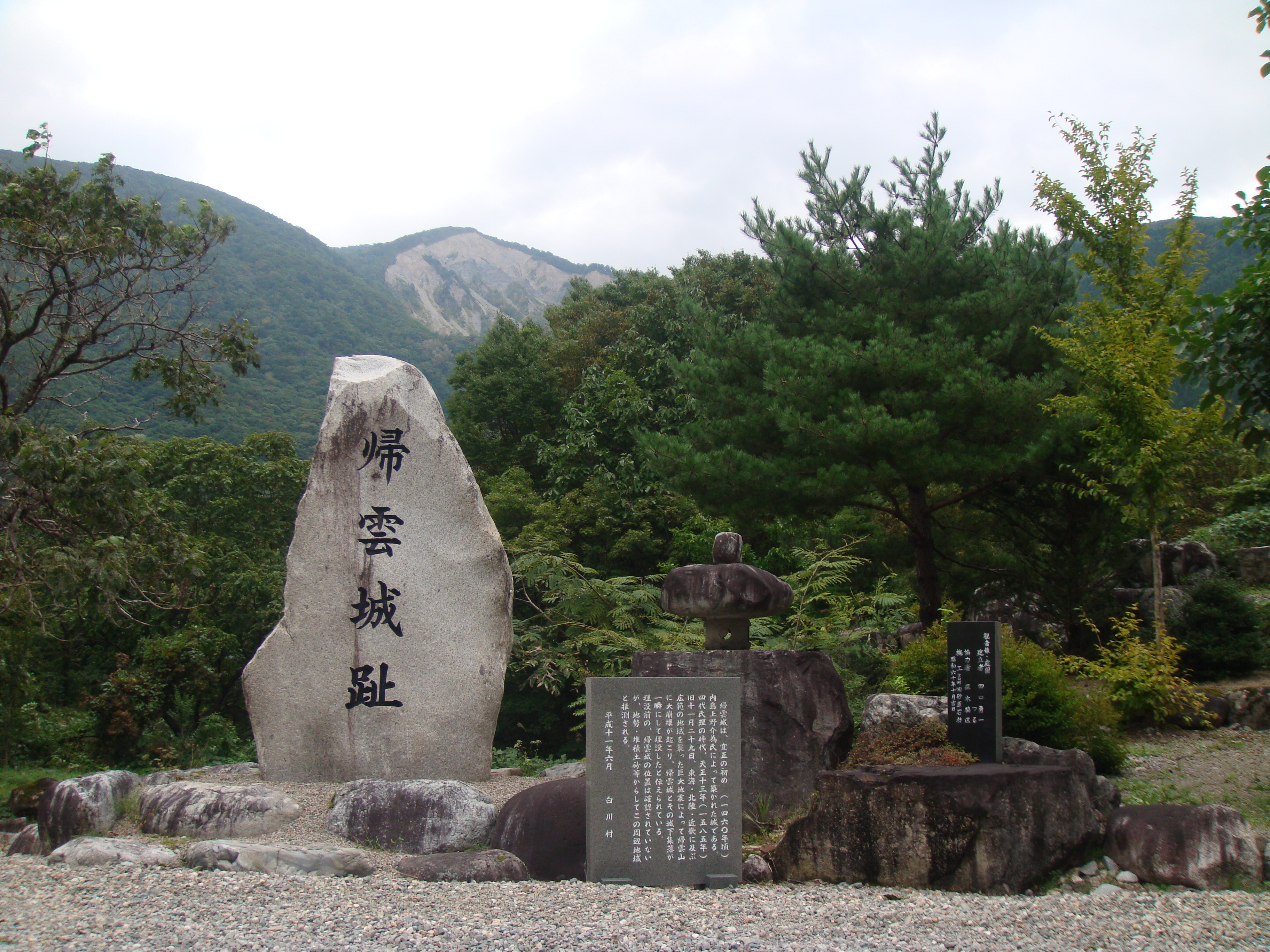
帰雲城趾。背後の地滑り痕が天正地震による崩壊地。

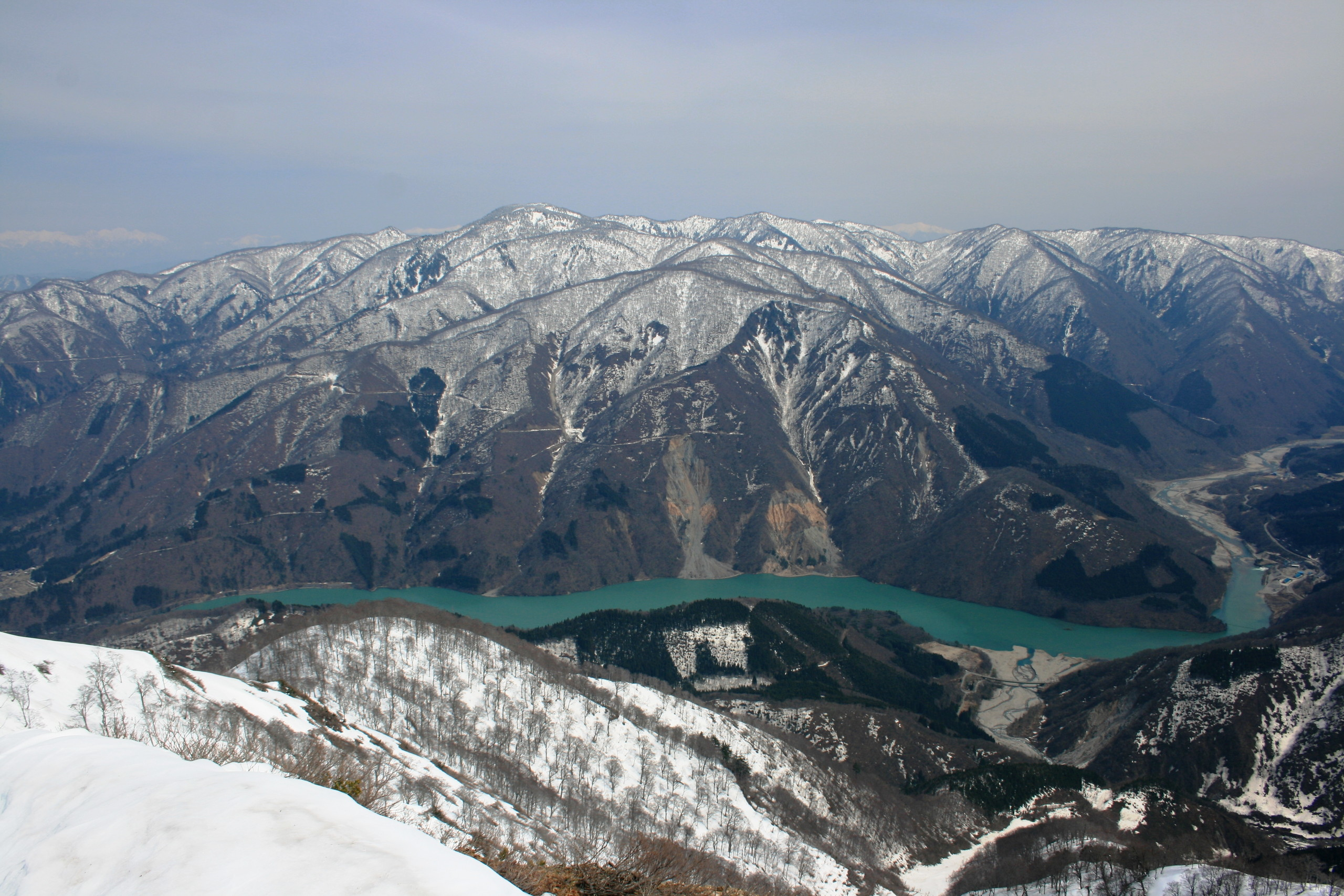
帰雲山の崩壊跡（中央部）

- 飛騨国 - 帰雲城は帰雲山の山崩れによって埋没[注釈 1]、城主内ヶ島氏理とその一族は全員行方不明となり、同時に内ヶ島氏は滅亡した[注釈 2]。また、周辺の集落数百戸も同時に埋没の被害に遭い、多くの犠牲者を出すこととなった。白川郷では300戸が倒壊するか飲み込まれた[28]。『顕如上人貝塚御座所日記』に、「十一月二十九日夜4ツ半時、大地震あり」との記述がある。焼岳付近で地震による（?）山崩れ。家屋300余埋没[29]。
- 美濃国 - 大垣城が全壊焼失した[27]。また、恵那市上矢作町の上村川では山体崩壊があった可能性がある。奥明方（現郡上市明宝）の水沢上の金山、また集落（当時60-70軒）が一瞬で崩壊し、辺り一面の大池となったといわれる。
- 越中国 - 木舟城（現在の高岡市の南西）が地震で倒壊、城主の前田秀継夫妻など多数が死亡した。前田秀継は前田利春の子で前田利家の弟である。
- 尾張国 - 昭和63年（1988年）度に実施された五条川河川改修に伴う清洲城下の発掘調査で、天正大地震による可能性の高い液状化の痕跡が発見されている。天正14年（1586年）に織田信雄によって行われた清洲城の大改修は、この地震が契機だった可能性が高いと考察された[30]。また蟹江城が壊滅した。
- 伊勢国 - 織田信雄の居城であった長島城が倒壊、桑名宿は液状化により壊滅するなど甚大な被害を受けた。そのため信雄は居城を清洲城に移した。亀山城も被害を受けた。
- 京都 - 東寺の講堂、灌頂院が破損、三十三間堂では仏像600体が倒れた[31]。
- 琵琶湖 - 下坂浜千軒遺跡（しもさかはませんけんいせき）となる現長浜市の集落が液状化現象により、水没した[32]。秀吉の築いた近江長浜城を山内一豊（妻は見性院）が居城としていたが全壊し、一人娘与祢（よね）姫（数え年6歳）と乳母が圧死した（『一豊公記』）。また家老の乾和信夫妻も死亡したが、見性院は無事であった。
- 若狭湾・伊勢湾での大きな津波被害もあった（後述）。

## 津波
琵琶湖湖北（『山槐記』）、若狭湾、伊勢湾に津波があったとされる記録がのこる。しかし、海底下に変位領域が及んでいなくても海面の変動を引き起こす事があり、必ずしも断層が海底に有る必要はない。
海岸線から約4.8kmの距離にある水月湖の湖底堆積物調査からは、水月湖に海水が流入した痕跡は見つかっていない。しかし、水月湖までは到達する規模で無ければ痕跡が見つからないのは当然であり、見つからなかったことが津波が生じなかったとする証拠ではないとしている。

### 伊勢湾
伊勢湾に津波があったとされる。加路戸、駒江、篠橋、森島、符丁田、中島などは地盤沈下したところに津波が襲来し水没した。善田は泥海と化した。伊勢湾岸では地震とともに海水があふれ溺死者を出した。

### 若狭湾
『兼見卿記』には丹後、若狭、越前など若狭湾周辺に津波があり、家が流され多くの死者を出したことが記され、『フロイス日本史』にも若狭湾沿岸の町で山ほどの津波に襲われた記録があり、日本海に震源域が伸びていた可能性もある。
他にジアン・クラッセ『日本教会史』（1689年。明治時代に翻訳されて『日本西教史』）や『豊鏡』（竹中重治の子の竹中重門著。江戸時代。豊臣秀吉の一代記）、『舜旧記』、『顕如上人貝塚御座所日記』、『イエズス会日本書翰集』などにも、詳しい記述がある。
2011年（平成23年）12月に原子力安全保安院は、敦賀原発の安全性審査のための津波堆積物と文献調査報告を発表した。それによると「仮に天正地震による津波があったとしても、久々子湖に海水が流入した程度の小規模な津波であったものと考えられる。なお、事業者においては念のための調査を今後とも行っていくことが望ましいと考えられる。」としている。2012年12月、再調査結果として大きな津波の跡は見つからなかったとしている。
2015年（平成27年）5月、山本博文らは福井県大飯郡高浜町薗部の海岸から500mの水田で、14世紀から16世紀の津波跡を発見したと発表した。
フロイス『日本史』（5、第60章、第2部77章）
「やはりナガハマと称する別の大きい町」というのは、前の文章に「長浜城下で大地が割れた」と書いてあり、区別するためである。長浜城については「関白殿が信長に仕えていた頃に居住していた長浜と言うところ」という説明もあり、これは1574年（天正2年）に秀吉が築城を開始した琵琶湖東岸の長浜市にある長浜城を指し、若狭湾のナガハマとは別であることを明確に書いている。ナガハマは現在の福井県高浜町のことである。
吉田兼見『兼見卿記』
丹後・若州（若狭）・越州（越前）沿岸を津波が襲い、家々はすべて押し流され、死者は無数であった。
『舜旧記』（十一月二十九日条）
クラッセ『日本教会史』(1689年)
これには津波が若狭湾を襲ったのは、旧暦11月29日ではなく、その後の連動地震（または誘発地震）による津波であったとしている。
『イエズス会日本書翰集』
理學博士大森房吉 ｢日本ノ大地震二就キテ｣ 理學博士大森房吉 『震災予防調査会報告』32号､ p57-58

### 富山湾
富山湾で津波が発生し溺死者多数といった情報や、庄川流域での被害多数といった情報があるものの、実際発生したのは、同年1月16日に発生した越中地震による液状化現象であり、津波ではない。庄川上流では天正地震により天然ダムが形成され、のちに決壊し、庄川流域に被害を与えている。

### 三陸沿岸
宮城県本吉郡戸倉村（現在の南三陸町戸倉）口碑に、「天正13年11月29日畿内、東海、東山、北陸大地震の後に津波来襲」という記述があり、太平洋北部にも津波が来襲したか、連動地震による津波があった疑いがある。
一方で戸倉の口碑は天正十三年五月十四日（1585年6月11日）と記した史料もあり、日付は異なるが1586年7月9日リマ地震による遠地津波との見方もある。
三陸大震災史(1933)

## 噴火
『四ツ半時、大地震あり。この時、硫黄山(焼岳)大噴火を起こし、麓中尾村は地形を大きく変貌する。』(顕如上人貝塚御座所日記)。
焼岳が噴火したという口碑がある。しかし、有効な記録の残る文献による裏付けもないため真偽は不明である。

## 地震後
1586年の天正大地震後、近い時期に大地震が複数起こっている。
- 1596年9月1日（文禄5年閏7月9日） 慶長伊予地震（慶長伊予国地震）- M 7.0。
- 1596年9月4日（文禄5年閏7月12日） 慶長豊後地震（大分地震） - M 7.0〜7.8。
- 1596年9月5日（文禄5年閏7月13日） 慶長伏見地震（慶長伏見大地震） - M 7.0〜7.1。
- 1605年2月3日（慶長9年12月16日）慶長地震（東海・東南海・南海連動型地震） - M7.9〜8。
- 1608年12月30日（慶長13年11月23日） 仙台で地震 - 津波で50人死亡[49]。
- 1611年 9月27日（慶長16年8月21日） 会津地震 - M 6.9、死者3,700人。
- 1611年12月2日（慶長16年10月28日） 慶長三陸地震 - M 8.1。
- 1614年11月26日 （慶長19年10月25日） 高田領大地震- M 7.7 ...同じ日に日本海側の越後高田領と太平洋側の伊豆、銚子の両方の津波記録がある他、京、会津、伊豆、紀伊、山城、松山の地震被害記録があり、これらの記録を満足する単一の地震はあり得ないとされる[61]。
- 1662年 6月16日（寛文2年5月1日） 寛文近江・若狭地震（寛文地震）（畿内・丹後・東海西部地震、寛文の琵琶湖西岸地震、近江・山城地震） - M 7 1/4〜7.6、死者数千人。

朝鮮出兵のために肥前の名護屋にいた秀吉が伏見城を築いた際、1592年（文禄元年）に普請を担当した京都所司代の前田玄以に送った書簡に、「ふしみのふしん、なまつ大事にて候まま」と記されていた。“なまず大事”＝城の建築にあたっては地震対策を万全にせよ、という意味であるが、これは1586年の天正地震を念頭に置いたものとみられている。
日本原子力発電などによる2012年12月の発表では、天正地震の津波の記録を基にした調査により、敦賀市の猪ヶ池で約5,500年前の地層から津波によるとみられる砂が見つかった。